# Amelia Louer
Amelia Antonia Josepha „Lia“ Louer (* 26. August 1942 in Tilburg als Amelia Hinten; † 26. April 2021 in Dongen) war eine niederländische Leichtathletin.

## Biografie
In ihrer Jugend war Hinten eine der besten Athletinnen im Sprint, Weit- und Hochsprung. Bei letzterem verletzte sich die Athletin jedoch, als sie bei einer Landung ihren linken Arm quetschte. Sie musste ein Jahr pausieren und war fortan von dieser Verletzung beeinträchtigt. Als Mitglied des Vereins Kunst & Kracht Tilburg stellte sie nationale Jugendrekorde im 60-Meter-Hürdenlauf sowie im Weitsprung auf.
Im Alter von 18 Jahren reiste sie mit einem Vereinsmitglied nach Rom zu den Olympischen Spielen 1960 und war fortan entschlossen, vier Jahre später an diesen selbst teilzunehmen.
Hinten spezialisierte sich Anfang der 1960er Jahre auf den 80-Meter-Hürdenlauf und konnte in dieser Disziplin 1962 ihren ersten niederländischen Titel gewinnen. 1963 folgte ein weiterer Meistertitel im Fünfkampf und 1964 im 200-Meter-Lauf. In ihrer Spezialdisziplin über 80 Meter Hürden konnte Hinten 1963 den Landesrekord von Fanny Blankers-Koen aus dem Jahre 1948 von 11,0 auf 10,9 s und ein Jahr später auf 10,8 s verbessern.
Nachdem Hinten 1960 bereits als Zuschauerin bei den Olympischen Spielen anwesend war, konnte sie ihr Vorhaben, an den Olympischen Spielen 1964 teilzunehmen, realisieren. Hinten startete im Fünfkampf, während des Trainings schlug eine Hürde gegen ihr Knie, welches daraufhin anschwoll. Die Athletin kämpfte jedoch weiter und konnte sogar über 200 Meter mit einer Zeit von 24,5 s einen neuen olympischen Rekord aufstellen. Dieser wurde jedoch im darauf folgenden Vorlauf von der Britin Mary Rand unterboten. Im Endklassement belegte Hinten den 14. Platz. Wegen der Knieverletzung konnte die Niederländerin nicht im Wettkampf über 80 Meter Hürden starten.
1965 spezialisierte Hinten sich auf Rat ihres damaligen Trainers Johan Blankers auf den 400-Meter-Lauf. Obwohl sie auf dieser Distanz nie niederländische Meisterin wurde, konnte Hinten international ihre besten Resultate verzeichnen. So erreichte sie als einzige Niederländerin bei den Europameisterschaften 1966 das Finale, wo sie mit einer Zeit von 55,0 s Achte wurde. Im gleichen Jahr heiratete Hinten am 22. April Wim Louer, der sie später auch trainierte, und nahm dessen Nachnamen an.
Bei den Europäischen Hallenspielen 1967 in Prag gewann sie auf dieser Distanz mit Silber ihre einzige internationale Medaille. Zuvor hatte sie bei einem Hallenwettkampf in Berlin mit 55,7 s einen Halleneuroparekord aufgestellt.
1968 konnte Louer über 400 Meter zweimal einen neuen Landesrekord aufstellen. Dabei egalisierte sie zunächst die Zeit von 53,7 s von Gerda Kraan und Tilly van der Zwaard aus dem Jahr 1962 und lief kurz vor den Olympischen Spielen in Mexiko 53,2 s. Mit dieser Leistung war sie für die Olympischen Spiele qualifiziert. Als Louer sich während eines Aufenthalts im Stadtzentrum der Hauptstadt unwohl fühlte, suchte sie einen Arzt auf, der sie an die Gynäkologie des olympischen Dorfes vermittelte, wo schließlich eine Schwangerschaft festgestellt wurde. Dies sorgte dafür, dass Louer nicht an den Start ging und die Athletin ihre Karriere beendete.